# Псефиксесидия

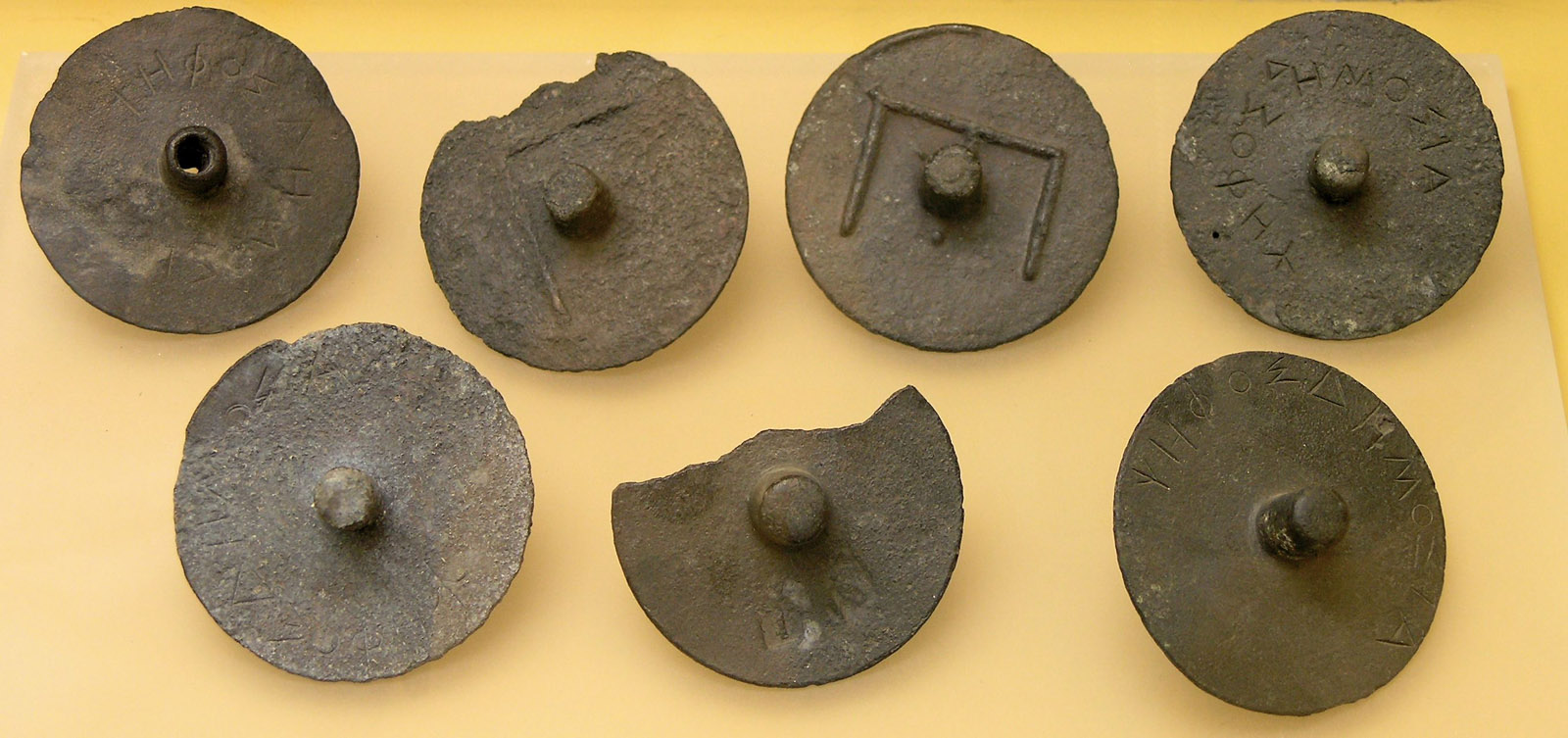
Псефы. Использовались для голосования. Полые стержни означало - «виновен»

Псефиксесидия (гр. ψηφίζεσιδαι — голосование камешками, от ψῆφος — круглый камешек) — голосование камешками (псефами), которые кидали в специальные урны.
Античные судьи (дикасты) голосовали гладкими кружками за оправдание, просверлёнными — за осуждение. В Ольвии археологи открыли фундаменты здания суда (Дикастерий) эллинистического времени, который как и в других греческих городах, находился в центральном квартале. На месте раскопок были найдены псефы в своем роде уникальные для Северного Причерноморья. Их было найдено более 500 штук, одни из которых имели гладкую поверхность, другие — просверлённое посередине отверстие. Факт нахождения дикастерия в Пантикапее упомянут в одном из рассказов Полиена о боспорском царе Левконе I. Также известно, что псефиксесидия была присуща и Херсонесскому государству. Решения суда принимались при помощи голосования камешками, то есть путём тайного голосования, как указано и в херсонесской присяге: "буду судить камешками по законам".

## Описание псефиксесидии
Упоминание о псефиксесидии встречается в работах ряда древнегреческих ученых. Так, в книге «Греческая история» Ксенофонта, которая была посвящена изложению событий заключительного этапа Пелопоннесской войны, был описан народный суд над афинскими стратегами участвовавшими в Аргинусской битве 406 года до н.э.. Обвинение заключалось в том, что по причине бури они не смогли оказать помощи всем своим матросам, оказавшимся в открытом море. По словам Ксенофонта народ постановил:
произвести голосование между всеми афинянами по филам; поставить в присутственном месте каждой филы две урны для голосования; пусть глашатай в каждом из сих присутственных мест громогласно приглашает тех, кто полагает, что стратеги виновны в том, что не подобрали победителей в морском бою, бросать свои камешки в первую урну, а тех, кто держится обратного мнения, — во вторую.
Очень подробно процедуру псефиксесидии описывает Аристотель в своем знаменитом труде «Афинская полития»:
Баллотировочные «камешки» — медные с трубочкой посередине; половина их — просверленные, другие — цельные. Когда прения сторон закончены, те лица, которым выпало по жребию состоять при баллотировочных камешках, вручают каждому из судей по два камешка — просверленный и цельный, и обе спорящие стороны должны видеть это, чтобы никто не мог получить ни оба цельных, ни оба просверленных. Другое лицо, избранное по жребию, отбирает трости, вместо которых каждый подающий голос получает бронзовую марку с проставленной на ней цифрой «З» (возвращая её, он получает три обола), для того чтобы все подавали голоса, так как никто не может получить марку, если он не будет участвовать в голосовании.
В суде стоят две амфоры — одна бронзовая, другая деревянная. Они поставлены порознь одна от другой, чтобы нельзя было подкинуть незаметно лишних камешков.
 В эти амфоры опускают свои камешки судьи. Бронзовая имеет решающее значение, деревянная не берется в расчет. Бронзовая покрыта крышкой с просверленным отверстием, через которое может пройти только один баллотировочный камешек, чтобы одно лицо не могло опустить двух
Псефиксесидия применялась в основном в случаях, когда необходимо было обеспечить тайну голосования и когда принятие решения зависело от точного подсчета голосов. При принятии закона необходимо было как минимум 6000 голосов.

## Интересные факты
- Когда в 399 году до н. э. великого философа Сократа судил афинский народ, голосование проводилось посредством псефиксесидии. В голосовании принимали участие 500 присяжных, по результатам псефиксесидии за смертную казнь проголосовало 280, против — 220[7].
- Эти камешки также упоминаются в библейской книги Откровение: "Побеждающему дам вкушать сокровенную манну, и дам ему белый камень и на камне написанное новое имя, которого никто не знает, кроме того, кто получает" (Отк 2:17).